# Wegetariańska piramida żywienia
Ten artykuł opisuje teorie, metody lub czynności niezgodne ze współczesną wiedzą medyczną.

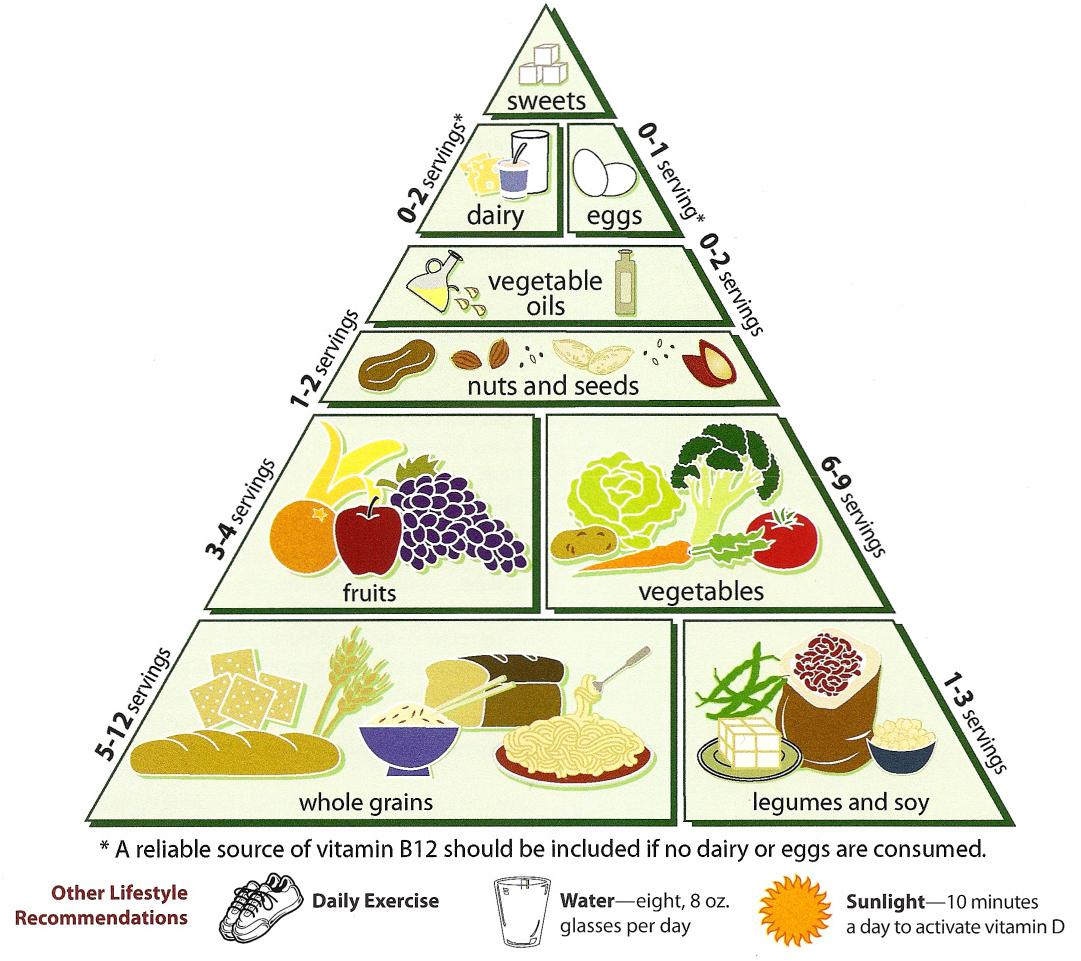
Wegetariańska piramida żywienia Uniwersytetu Loma Linda.

Wegańska piramida żywienia Amerykańskiego Stowarzyszenia Dietetycznego.

Wegetariańska piramida żywienia jest graficznym przewodnikiem, którego celem jest ułatwienie skomponowania zdrowej diety wegetariańskiej. 
Wegetariańska piramida żywieniowa jest odmianą popularnych form piramid, przeznaczonych dla tradycyjnych diet, zawierających pokarm zwierzęcy, np. Nowej piramidy Zdrowego Żywienia i Aktywności Fizycznej, Instytutu Żywności i Żywienia.
Wegetariańskie piramidy żywienia sugerują rodzaje i częstotliwość spożywania pokarmów, w ilości optymalnej dla zdrowia. Część zawiera też dodatkowe, często specyficzne zalecenia dla wegetarian, np. dotyczące aktywności fizycznej lub konieczności korzystania z kąpieli słonecznych.